# Charles Hermite
Charles Hermite, francoski matematik, * 24. december 1822, Dieuze, Moselle, Francija, † 14. januar 1901, Pariz.

## Življenje in delo
Hermite je bil sin trgovca z blagom. Rodil se je hrom, kar ga je morda oviralo v stikih z okolico, nikakor pa ne umsko. V šoli se celo pri matematiki ni posebno izkazal. K sreči ga je Liouville opogumil in vzpodbudil, kar mu je na koncu povrnil s tem, da je dokončal eno izmed del, ki jih je začel Liouville. To delo je obravnavalo pojem algebrskega števila, števila, ki ga dobimo kot koren polinomske enačbe z racionalnimi koeficienti, na primer:
{\displaystyle x^{3}+x^{2}+x+1=0\!\,.}
Dokaj preprosto je bilo pokazati, da so vsa racionalna ševila in večina iracionalnih števil, kakor sta na primer {\displaystyle {\sqrt {2}}} in {\displaystyle 5+{\sqrt {3}}} koreni te ali one algebrske enačbe. Postavilo pa se je vprašanje ali sploh obstaja kakšno iracionalno število, ki ni algebrsko. Matematiki so bili prepričani da obstaja, ni pa se jim posrečilo tega dokazati. V začetku 19. stoletja so se matematiki strinjali z Lambertovo in Legendrovo domnevo, da π ni algebrska iracionalnost, vendar niso poznali še nobeno transcendentno število. Liouville je leta 1840 proučil nekatere polinomske enačbe v povezavi s številom e in dokazal obstoj takšnih transcendentnih števil in leta 1844 tudi dokazal, da e in njegov kvadrat {\displaystyle e^{2}} nista korena nobene kvadratne enačbe z racionalnimi koeficienti. Če število b ni racionalno in je n najmanjše takšno naravno število, da velja:
{\displaystyle a_{n}b^{n}+a_{n-1}b^{n-1}+...+a_{1}b+a_{0}=0\!\,,}
pri vsakem racionalnem a in {\displaystyle a_{n}\neq 0}, potem obstaja takšen g, da za poljubno racionalno število {\displaystyle x=p/q} in {\displaystyle p,q\in \mathbb {Z} \;,q>0} velja:
{\displaystyle \left|b-{\frac {p}{q}}\right|>{\frac {g}{q^{n}}}\!\,.}
Izrek je precej težak. Dovolj je, če vzamemo na primer Liouvillovo konstanto:
{\displaystyle b=\sum _{n=1}^{\infty }{\frac {1}{10^{n!}}}=0,110001000000000000000001000...\!\,,}
kjer vidimo, da za vsak g obstajata takšna p in q, da zgornja enačba ne velja. Tedaj je zato b transcendentno število. S tem je našel že vsaj eno transcendentno število. Brez problema je našel naprej še druge takšne zglede nealgebrskih iracionalnih števil. Hermite je nadaljeval Liouvillovo delo in leta 1873 dokazal, da je število e transcendentno. V njegovem delu ni pomemben samo rezultat ampak tudi postopek, s katerim je prišel do rezultatov. Ta postopek uporabljajo še danes.
Leta 1876 je postal profesor višje algebre na Univerzi v Parizu, kjer je ostal vse do smrti.
Znani so njegovi polinomi {\displaystyle H_{n}(x)}, ki so eksplicitno določeni za pozitivne cele n. Rešijo diferencialno enačbo:
{\displaystyle {\frac {\mathrm {d} ^{2}y}{\mathrm {d} x^{2}}}-2x{\frac {\mathrm {d} y}{\mathrm {d} x}}+2ny=0\!\,.}
So ortogonalni polinomi z utežno funkcijo:
{\displaystyle e^{{-x}^{2}}\!\,.}

## Priznanja

### Poimenovanja
Po njem se imenuje udarni krater Hermite na Luni.